# Cziráki József
Cziráki József (Mezőtúr, 1927 – Orosháza, 2010. április 15.) magyar labdarúgó, csatár.

## Pályafutása
Mezőtúron született. 1930-ban került Orosházára. 1943-ban lett igazolt játékos az Orosházi Levente Egyesületben. 1945-től az Orosházi MTK-ban szerepelt. Majd a Békéscsabai SZSE együtteséből igazolt Szegedre 1951-ben. Az élvonalban 1951. március 4-én mutatkozott be a Bp. Honvéd ellen, ahol csapata 5–1-es vereséget szenvedett. Az 1957–58-as idényben a Komlói Bányász játékosa volt. Összesen 139 első osztályú bajnoki mérkőzésen lépett pályára, és 40 gólt szerzett. Az aktív labdarúgást Orosházán fejezte be.

## Sikerei, díjai
- Magyar bajnokság
  - 8.: 1953
- Orosháza Város Sportjáért díj (2002)[2]